# Dorfkirche Komptendorf

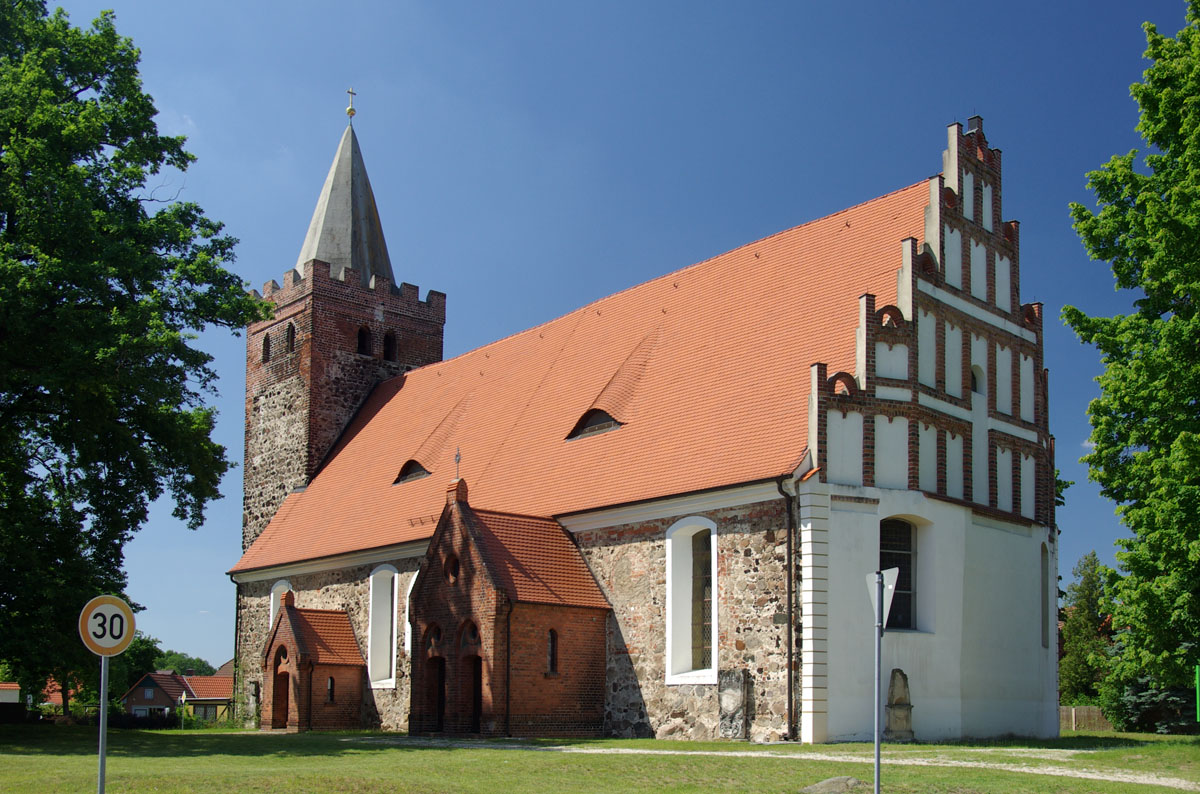
Dorfkirche Komptendorf (2010)

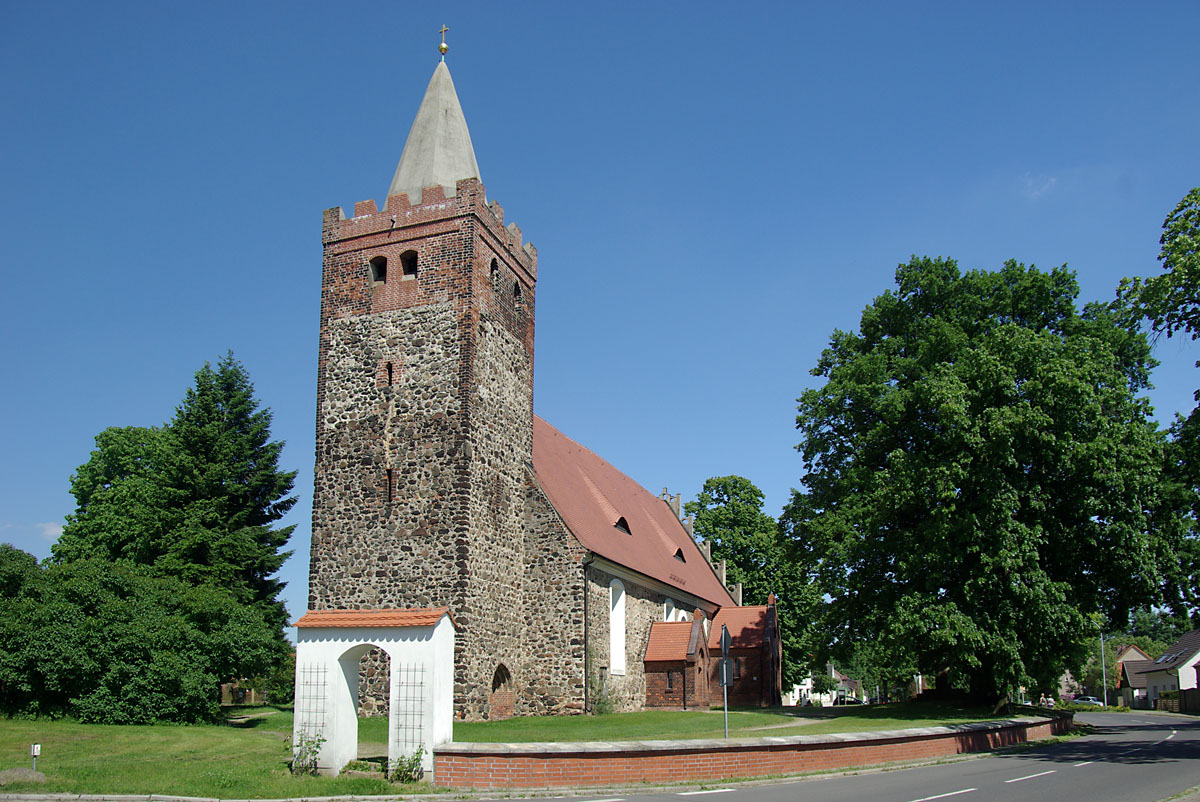
Blick auf den Turm (2010)

Die Dorfkirche Komptendorf ist das Kirchengebäude im Ortsteil Komptendorf der Gemeinde Neuhausen/Spree im Landkreis Spree-Neiße in Brandenburg. Es gehört der Kirchengemeinde Kahren-Komptendorf im Kirchenkreis Cottbus, der Teil der Evangelischen Kirche Berlin-Brandenburg-schlesische Oberlausitz ist, und steht unter Denkmalschutz.

## Architektur und Geschichte
Die Komptendorfer Kirche ist ein stattlicher gotischer Saalbau mit Mauerwerk aus Feldstein und Raseneisenstein und einem quadratischen Westturm. Sie wurde in der zweiten Hälfte des 15. Jahrhunderts errichtet, das Kirchenschiff wurde im Jahr 1575 nach Osten hin verlängert. Der Ostgiebel ist als viergeschossiger Staffelgiebel ausgeführt und durch Rechteckblenden gegliedert. Das Glockengeschoss des Turms wurde in der ersten Hälfte des 16. Jahrhunderts mit einem Zinnenkranz aus Backstein versehen, darüber befindet sich eine achtseitige gemauerte Haube mit Turmkugel. In der südlichen Turmwand liegt ein spitzbogiges Eingangsportal.
Die Kirche wurde barockisiert, dabei wurden die Schiffsfenster verändert. Im Jahr 1895 wurden an der Südwand der Kirche zwei Vorhallen aus Backstein angebaut. Im Innenraum ist die Decke als Tonnengewölbe ausgeführt. An den Außenwänden der Kirche befinden sich ein Grabdenkmal für Friedrich Christian Krathl aus dem Jahr 1793 und ein Reliefgrabstein für Ladislaus von List aus dem späten 17. Jahrhundert sowie mehrere Inschriftgrabsteine aus dem 18. Jahrhundert. Im September 2023 wurde die Sanierung des Kirchturms abgeschlossen.
Der hölzerne Altaraufsatz in der Komptendorfer Kirche stammt aus der Zeit der Renaissance und ist mit einer Inschrift auf das Jahr 1575 datiert. In der Mitte des Aufsatzes sind Gemälde des Abendmahls, der Auferstehung und des Gottvaters dargestellt. Der Altar wurde von Günther von Kottwitz gestiftet, dessen Familie in einem Sockelstreifen im Hauptgeschoss dargestellt ist. Die hölzerne Kanzel stammt aus dem Jahr 1698, der Korb ist mit Ecksäulchen und der Schalldeckel mit einer Laterne versehen. Der schwebende hölzerne Taufengel wird ebenfalls auf das Jahr 1698 datiert. Die heutige Orgel wurde im Jahr 1928 von dem Orgelbauer Gustav Heinze in einem Orgelprospekt aus dem Jahr 1821 gebaut. Die Orgel hat zwei Manuale und 16 Register.

## Kirchengemeinde
Nachdem spätestens 1569 die Reformation in Komptendorf eingeführt worden war, gehörte die Kirchengemeinde zur Superintendentur in Cottbus, aus der später der heutige Kirchenkreis Cottbus entstand. Zur Kirchengemeinde Komptendorf gehören heute neben dem Pfarrdorf noch die Orte Drieschnitz, Gablenz, Gahry, Kahsel, Laubsdorf, Mattendorf, Roggosen und Trebendorf sowie das Kapellendorf Sergen. Als der sorbische Volkskundler Arnošt Muka die Kirchengemeinde in den 1880er Jahren besuchte, fanden in Komptendorf jeden Sonntag Gottesdienste sowohl in deutscher als auch sorbischer Sprache statt. Als Kirchenpatron fungierte die jeweilige Gutsbesitzerfamilie, u. a. die Familie von Berndt, zuletzt vertreten durch Frau Ritterschaftsrätin von Berndt, geborene von Oppenfeld. Ihnen folgte die Familie von Wedel.
Bis zu deren Zerfall im Jahr 1945 war Komptendorf Teil der Evangelischen Landeskirche der älteren Provinzen Preußens, danach kam die Kirchengemeinde zur Evangelischen Kirche in Berlin-Brandenburg. Diese wiederum ging am 1. Januar 2004 durch Fusion mit der Evangelischen Kirche der schlesischen Oberlausitz in der Evangelischen Kirche Berlin-Brandenburg-schlesische Oberlausitz auf. Am 1. Juli 2013 wurden die Kirchengemeinde Komptendorf und die Kirchengemeinde Kahren zur Kirchengemeinde Kahren-Komptendorf vereinigt.